# دبيق أطلسي
الدبيق الأطلسي (باللاتينية: Bupleurum atlanticum) نوع نباتي ينتمي إلى جنس الدبيق من الفصيلة الخيمية. يضم أربعة أنوعة.

## الموئل والانتشار
موطن هذا النوع المغرب العربي.